# Nawyki przyrody
Nawyki przyrody – trzeci album zespołu Robotobibok.

## Lista utworów
1. Kamaji
2. Symfonia zmysłów
3. 54 Kw
4. Skipping A
5. 100000 lat gwarancji
6. Tylko dla zwierząt
7. Zemsta gniewosza
8. Skipping C
9. Jurij

## Zespół
- Jakub Suchar - perkusja
- Maciej Bączyk - gitara, ARP, minimoog
- Marcin Ożóg - kontrabas, gitara basowa
- Adam Pindur - saksofony, moog, rhodes, harmonium
- Artur Majewski - trąbka, rhodes

## Szczegóły nagrania
- Nagranie: Wojcek Czern
- Mastering – Tom Meyer
- Produkcja – Robotobibok
- Muzyka – Robotobibok: Adam Pindur, Artur Majewski, Maciek Bączyk, Marcin Ożóg, Kuba Suchar
- Projekt okładki – Kuba, Dagmara, Aga Jarząbowa